# 曼德魯納里武
曼德魯納里武（Mandronarivo）為位在馬達加斯加的城鎮，由阿齊莫-安德列發那區貝魯魯哈縣（Beroroha District）管轄。2001年人口普查估計該城鎮人口約有7,000人。
該城鎮有小學和初等中學。該城鎮有85%的居民為農民，另外有14%的居民從事畜牧業。稻米為該城鎮最主要的作物，而其他主要作物還有木薯以及番薯等。另外從事服務業的居民僅佔該城鎮人口總數的1%。